# Day6
I Day6 (데이식스?) sono un gruppo musicale sudcoreano formato nel 2015 dalla JYP Entertainment. La band consiste di cinque componenti maschili e ha esordito nel settembre 2015 con l'EP The Days.

## Storia
Inizialmente la JYP Entertainment (JYPE) aveva annunciato il debutto di una band di cinque membri chiamata 5Live, composta da Sungjin, Jae, Young K, Junhyeok e Wonpil. Il gruppo iniziò la promozione come 5Live nel 2014, apparendo nel quarto episodio del programma televisivo della Mnet ‘’Who is Next: Win’’ e rilasciando una canzone intitolata “Lovely Girl” tratta dalla colonna sonora originale della serie TV del 2013 ‘’Bel Ami’’.
A metà del 2015, fu aggiunto il batterista Dowoon e il gruppo venne rinominato Day6.
I ‘’Day6’’ rilasciarono il loro ‘’extended play’’ (EP) di debutto “The Day”, con il singolo principale “Congratulations” il 7 Settembre del 2015.
Il 27 Febbraio 2016, la JYPE annunciò che Junhyeok, terminato il suo contratto con l’azienda, avrebbe abbandonato il gruppo per motivi personali. I Day6 continuarono come band di cinque membri e il 30 Marzo rilasciarono il loro secondo EP, ‘’Daydream’’, con la traccia intitolata “Letting Go”.
All'inizi del 2017 i Day6 hanno iniziato un progetto che hanno terminato esattamente un anno dopo, rilasciando ogni mese un nuovo singolo, con il corrispettivo video musicale e un mini-concerto. Il progetto è stato interrotto il 7 giugno con la pubblicazione dell'album Sunrise, che racchiude tutte le canzoni della prima metà dell'anno, ed è stato concluso il 6 dicembre con il rilascio di Moonrise, che contiene quelle dei restanti mesi.

## Formazione
Attuale
- Sungjin (성진) – leader, voce, chitarra (2015-presente)
- Young K (영케이) – voce, rap, basso (2015-presente)
- Wonpil (원필) – voce, tastiera, sintetizzatore (2015-presente)
- Dowoon (도운) – voce, batteria (2015-presente)

Ex-membri
- Junhyeok (준혁) – voce, tastiera (2015-2016)
- Jae (재) – voce, rap, chitarra (2015-2021)

## Discografia

### Album in studio
- 2017 – Sunrise
- 2017 – Moonrise
- 2018 – Unlock
- 2019 – The Book of Us : Entropy

### EP
- 2015 – The Day
- 2016 – Daydream
- 2018 – Shoot Me : Youth Part 1
- 2018 – Remember Us : Youth Part 2
- 2019 – The Book of Us : Gravity
- 2020 – The Book of Us : The Demon
- 2020 – The Book of Us : Gluon - Nothing can tear us apart (come Even of Day)
- 2021 – The Book of Us: Negentropy

## Riconoscimenti
| Anno                          | Premio                       | Ricevente              | Risultato       | Fonti  |
| ----------------------------- | ---------------------------- | ---------------------- | --------------- | ------ |
| Asia Artist Awards            |                              |                        |                 |        |
| 2018                          | Popularity Award (Singer)    | Day6                   | Candidato/a     | [ 1 ]  |
| Circle Chart Music Award      |                              |                        |                 |        |
| 2016                          | New Artist of the Year       | Day6                   | Candidato/a     | [ 2 ]  |
| Golden Disc Awards            |                              |                        |                 |        |
| 2019                          | Album of the Year            | Shoot Me: Youth Part 1 | Candidato/a     | [ 3 ]  |
| 2019                          | Popularity Award             | Day6                   | Candidato/a     | [ 3 ]  |
| MBC Plus X Genie Music Awards |                              |                        |                 |        |
| 2018                          | Song of the Year             | "Shoot Me"             | Candidato/a     | [ 4 ]  |
| 2018                          | Band Music Award             | "Shoot Me"             | Vincitore/trice | [ 5 ]  |
| 2018                          | Genie Music Popularity Award | Day6                   | Candidato/a     | [ 6 ]  |
| Melon Music Awards            |                              |                        |                 |        |
| 2017                          | Best Rock Performance        | "You Were Beautiful"   | Candidato/a     | [ 7 ]  |
| 2018                          | Best Rock Performance        | "I Like You"           | Candidato/a     | [ 8 ]  |
| Mnet Asian Music Awards       |                              |                        |                 |        |
| 2016                          | Best Band Performance        | "Letting Go"           | Candidato/a     | [ 9 ]  |
| 2016                          | Song of the Year             | "Letting Go"           | Candidato/a     | [ 9 ]  |
| 2017                          | Best Band Performance        | "I Smile"              | Candidato/a     | [ 10 ] |
| 2017                          | Song of the Year             | "I Smile"              | Candidato/a     | [ 11 ] |
| 2018                          | Best Band Performance        | "Shoot Me"             | Candidato/a     | [ 12 ] |
| 2018                          | Song of the Year             | "Shoot Me"             | Candidato/a     | [ 12 ] |
| Seoul Music Award             |                              |                        |                 |        |
| 2016                          | Bonsang Award                | "Congratulations"      | Candidato/a     | [ 13 ] |
| 2016                          | New Artist Award             | Day6                   | Candidato/a     | [ 13 ] |
| 2016                          | Popularity Award             | Day6                   | Candidato/a     | [ 13 ] |